# Tarzan and Jane Regained … Sort Of
Tarzan and Jane Regained … Sort Of ist ein Underground-Experimentalfilm von Andy Warhol. Er wurde im Herbst 1963 im Beverly-Hills-Hotel in Los Angeles und in Warhols Studio The Factory im 16-mm-Format gedreht. Die Uraufführung fand am 24. Februar 1964 durch die Film-makers’ Cooperative im New Bowery Theater, 4 St. Mark’s Place, Manhattan statt.

## Handlung
Der in Farbe und Schwarzweiß gedrehte Tonfilm führt in einer Länge von 80 Minuten den Schauspieler und Multimedia-Künstler Taylor Mead als Tarzan und die Avantgarde-Filmerin Naomi Levine als Jane vor. Zu ihnen gesellen sich Wally Berman, Dennis Hopper sowie Pat und Claes Oldenburg. Mead imitiert die „klassischen“ Heldenposen und schneidet Grimassen. Naomi schwimmt nackt, Taylor muss einen herunterrutschenden Bikini festhalten – nicht bei ihr, sondern bei sich selbst.

## Hintergrund
Der Film ist eine Camp-Parodie auf die besonders in den 1950er Jahren beliebten kommerziellen Tarzan-Filme aus Hollywood.